# Massacre de Barwana
Le massacre de Barwana a lieu pendant la seconde guerre civile irakienne. Le 26 janvier 2015, des dizaines de civils sunnites sont assassinés par des miliciens chiites.

## Déroulement
Le massacre a lieu lors de la bataille de Mouqdadiyah. Le 26 janvier 2015, après quatre jours de combats, la ville de Mouqdadiyah, dans la province de Diyala, est reprise à l'État islamique par l'armée irakienne et les milices chiites. Le jour de la prise de Mouqdadiyah, celles-ci entrent également à Barwana, une localité peuplée de familles sunnites, dont plusieurs avaient fui les combats et s'étaient réfugiées dans le village.
D'après les témoignages de témoins et des rescapés, très similaires selon l'AFP, les premiers hommes armés à gagner Barwana sont des militaires de l'armée régulière irakienne. Ceux-ci sont bien accueillis par la population. Jamal Mohamed, un professeur du village, déclare à l'AFP : « Quand un commandant de l'armée et des responsables sont arrivés, ils ont été accueillis par des applaudissements. Des femmes ont distribué des douceurs... On leur a juste dit que nous voulions rentrer chez nous. Ils sont partis, puis les miliciens sont arrivés dans plusieurs véhicules. Ils avaient des ordinateurs portables avec eux, et ont commencé à relever les noms ». Les miliciens appellent et rassemblent tous les jeunes hommes du village pour disent-ils, vérifier leurs papiers d'identité. Mais ceux-ci sont ensuite alignés et fusillés. Alertés par les cris et les coups de feu de nombreux habitants prennent la fuite ou partent se cacher dans les environs.
Selon Amnesty International, certains des miliciens appartiendraient à la brigade Badr.

## Bilan
Selon Nahda al-Daini, parlementaire de Diyala, le massacre a fait 77 morts. Elle déclare à l'AFP que « ce sont des milices chiites qui ont perpétré ce massacre, avec la complicité des forces de sécurité ». Une liste de 71 victimes est établie par Jamal Mohamed, mais il précise que certains habitants manquaient encore à l'appel. Selon lui, quatre garçons âgés de 9 à 12 ans figurent parmi les morts, mais aucune femme ou fille.
Human Rights Watch déclare dans un communiqué le 15 février 2015 que « Les attaques dans le nord de Muqdadiyya semblent faire partie d'une campagne menée par les milices visant à forcer le départ des résidents des zones habitées par des sunnites et membres d’autres communautés sectaires, après que les milices et les forces de sécurité irakiennes eurent reussi à chasser les combattants de l’Etat islamique de ces territoires ». L'ONG affirme alors mener une enquête « sur les récentes allégations selon lesquelles des milices et des forces spéciales d’intervention irakiennes (unités « Special Weapons And Tactics », ou SWAT) auraient tué 72 civils dans les villes de Barwana et de Muqdadiyya ».
Selon Amnesty International, au moins 56 hommes arabes sunnites ont été tués dans le massacre.